# Викарий из Дибли
Викарий из Дибли (англ. The Vicar of Dibley) — британская ситуационная комедия, или ситком, созданная британским писателем и сценаристом Ричардом Кёртисом в соавторстве с писателем Полем Мейхем-Арчером и написанная специально для ведущей актрисы Дон Френч. Сериал впервые транслировался по британскому телевидению в период с 1994 по 2007 год.
Действие «Викария из Дибли» происходит в вымышленной деревушке Дибли в Оксфордшире, в которую на вакантное место приходского священника (викария) назначается женщина. Такое назначение могло состояться после происшедших в Англиканской церкви в 1992 году изменений, позволяющих рукоположение женщин. Героиня ситкома — лицо вымышленное, придуманное Кёртисом, однако он вместе с Доун Френч подробно консультировался с достопочтенной Джой Кэррол, одной из первых священников-женщин в Великобритании. Это позволило создать весьма характерный образ героини и уточнить важные детали.
С точки зрения показателей популярности программа является одной из наиболее успешных в современном британском телевидении. Несколько раз ситком «Викарий из Дибли» был удостоен премий как лучшая британская комедия, получил две международных премии Эмми, а также много раз выставлялся на получение премии Британской академии кино и телевизионных искусств (BAFTA). В 2004 году ситком занял третье место среди лучших ситкомов Великобритании.

## Сюжет
Когда престарелый викарий маленькой деревушки Дибли умирает во время церковной службы, жители Дибли ожидают, что новым викарием будет назначен другой старичок с такой же бородой и ужасным запахом изо рта. Однако на замену приезжает жизнерадостная и порой эксцентричная Джералдин Гренжер — как она себя описывает «пышногрудая красотка с короткой прической».
Члены приходского совета, являющиеся главными героями ситкома: полный самомнения председатель совета Дэвид Хортон, его нерешительный сын Хьюго Хортон, невразумительный Джим Трот, нудный секретарь совета Фрэнк Пикл, прямолинейный фермер Оуэн Ньюит и бездарная кулинарка Летиция Кропли, а также помощница викария недалекая Алис Тинкер, с недоверием встречают её, не будучи готовыми видеть женщину в качестве священника. Однако очень скоро Джералдин доказывает, что она не только отличный викарий, но и душевный и отзывчивый человек. Она становится неотъемлемой частью деревенского общества (не перенимая при этом его традиционных стереотипов).

## Эпизоды
«Викарий из Дибли» впервые транслировался 10 ноября 1994 года. Помимо плановых эпизодов были выпущены специальные эпизоды для Рождества и Нового года в 1999, 2004, 2005, 2006 и 2007 годах. Все они вошли в первую десятку программ года. После 18 эпизодов и трех специальных коротких выпусков в сентябре 2006 года были сняты два 60-минутных эпизода, а также введен новый персонаж Гарри Кеннеди, за которого выходит замуж Джералдин. Первый эпизод передавался в Рождество 2006 года, а второй — 1 января 2007 года. Рождественский эпизод смотрели 11,4 млн зрителей, больше чем любую другую программу в этот день, а новогодний — 12,3 млн зрителей. После этого был выпущен только один короткий специальный эпизод для благотворительной программы «Разрядка смехом» (Comic Relief), и этот эпизод, транслировавшийся 16 марта 2007 года, стал самым последним в ситкоме «Викарий из Дибли».

## Премии и награды
- British Comedy Awards — 1997, 1998, 2000
- National Television Awards 1998
- International Emmy — 1998[6][7], 2001[8]
- British Academy Television Awards — 1998 (номинант), 1999 (номинант), 2000 (номинант), 2001 (номинант), 2005 (номинант), 2007(номинант)
- 100 Greatest Christmas Moments — Сто лучших рождественских эпизодов- шестая позиция
- Britain’s Best Sitcom (2004) — третье место

В мае 2007 года Ричард Кёртис получил премию БАФТА за его гуманитарные устремления и творческую работу, включая «Викария из Дибли».

## Место действия
Действие «Викария из Дибли» происходит в вымышленной деревушке Дибли в Оксфордшире, хотя снимался ситком в деревушке Тервилл, Бакингемшир. Сцены в деревенской церкви Святого Барнаби снимались в церкви Святой девы Марии в Тервилле. Там же находится и местный паб, в котором снимались некоторые сцены последних эпизодов. В этой же деревушке снимались сцены из некоторых других фильмов и телевизионных сериалов, таких как «Убийства в Мидсомере», «Читти-Читти Бэнг-Бэнг», «Мисс Марпл». Вступительные титры показаны на фоне сельской местности в Оксфордшире/Бакингемшире, а также участка автомагистрали М40 в районе Хай-Уикомб, от которого до Тервилла всего несколько миль.